# Calyxochaetus ornatus
Calyxochaetus ornatus är en tvåvingeart som beskrevs av Octave Parent 1930. Calyxochaetus ornatus ingår i släktet Calyxochaetus och familjen styltflugor. Inga underarter finns listade i Catalogue of Life.